# Isla Rossel
La isla [de] Rossel (llamada así por Rossel, un oficial veterano de la expedición francesa d'Entrecasteaux, 1791-1793) también conocida como Yela) es la isla más oriental del archipiélago de las Luisiadas, que a su vez es parte de la provincia de Bahía Milne de Papúa Nueva Guinea. El islote Tree está situado 1,5 millas al noroeste, mientras que la isla Wule está situada 1,5 millas al oeste.

## Historia
La isla de Rossel fue vista por primera vez y registrada por los europeos el 14 de julio de 1606 por la expedición española de Luis Váez de Torres. Junto con la isla de Tagula, fue cartografiada como Tierra de San Buenaventura ya que se vio por primera vez en la fiesta de ese santo.: 24 

## Geografía
Esta isla montañosa mide unos 34 km de este a oeste, y tiene unos 11 km de ancho. Con un área de 292,5 km², es la segunda mayor isla del archipiélago tras Vanatinai. Las partes más altas de la isla están casi continuamente cubiertas por nubes durante el monzón. Las cadenas montañosas forman una serie de crestas, cortas y estrechas con picos ocasionales. Estas cumbres están cubiertas con vegetación, la mayor parte de la línea de costa límite con manglares, playas arenosas esporádicas, o limitan con la jungla. Entre el punto más septentrional de la isla y el cabo Deliverance son valles boscosos. La parte sur de la isla tiene numerosas bahías, con cadenas de colinas que bajan hasta el mar desde las altas cordilleras mencionadas antes.

## Demografía
En 2014, la población era de 5.553, que se dividía a lo largo de 31 aldeas. El asentamiento más grande es Jinjo, sobre la costa este. Los indígenas hablan el yélî dnye, una lengua aislada.